# Lumenia colocasiae
Lumenia colocasiae là một loài bướm đêm trong họ Crambidae.